# Нестаток місцевих стероїдів
Нестаток місцевих стероїдів, або так звана червона (палаюча) шкіра або стероїдний дерматит, була зареєстрована у людей, які застосовують місцеві стероїди впродовж 2 тижнів або довше, а потім припиняють використання. Симптоми впливають на шкіру і включають почервоніння, відчуття печіння та свербіння, які потім можуть супроводжуватися лущенням.
Цей стан, як правило, включає в себе щоденне застосування місцевих стероїдів протягом більше 2 тижнів, але іноді може виникнути при ще меншому застосуванні стероїдів. Здається, це специфічний побічний ефект місцевого застосування кортикостероїдів. Найбільше ризикують люди з атопічним дерматитом .
Лікування передбачає припинення застосування місцевих стероїдів поступово або раптово. Консультації та холодні компреси також можуть допомогти. Захворювання поширене: тисячі людей збираються в онлайн-спільноти, щоб підтримувати один одного протягом усього процесу зцілення. Повідомлялося про багато випадків як у дорослих, так і у дітей. Вперше був описаний у 1979 році .

## Ознаки та симптоми
Залежність від місцевих стероїдів характеризується неконтрольованим, розповсюджуваним дерматитом та ускладненням запалення шкіри, що вимагає більш сильного місцевого стероїду, щоб отримати той самий результат, що й перший рецепт. Цей цикл відомий як синдром стероїдної залежності. Коли місцеве застосування стероїдів припиняється, шкіра відчуває почервоніння, печіння, глибокий і неконтрольований свербіж, струпи, набряк, кропив'янка та/або виділення протягом тривалого часу. Це також називається «синдромом червоної шкіри» або «відміною місцевих стероїдів» (TSW). Після закінчення періоду відміни атопічний дерматит може припинитися або протікає менше, ніж раніше. Також повідомлялося про місцеву стероїдну залежність у чоловічій мошонці. Інші симптоми включають біль у нервах, безсоння, надмірне потовиділення, занепокоєння, важку депресію, втому, проблеми з очима та часті інфекції.

### Тривалість
Тривалість гострого місцевого нестатку кортикостероїдів різна; шкірі можуть знадобитися місяці або роки, щоб повернутися до початкового стану. Тривалість застосування стероїдів може впливати на час відновлення, при цьому пацієнти, які застосовували стероїди найдовше, повідомляли про найповільніше відновлення.

## Причина
Цей стан зазвичай вимагає застосування місцевих стероїдів щонайменше кожен день протягом 2-4 місяців, залежно від ефективності місцевих кортикостероїдів. Деякі випадки були зареєстровані вже після 2 тижнів використання.

## Механізм дії
Історично вважалося, що кортизол виробляється тільки наднирковими залозами, але дослідження показали, що кератиноцити в шкірі людини також виробляють кортизол. Тривале місцеве застосування стероїдів (TS) змінює картину експресії глюкокортикоїдних рецепторів (GR) на поверхні лімфоцитів; пацієнт, який відчуває резистентність до TS, має низьке співвідношення GR-α до GR-β. Крім того, еритема, характерна для «синдрому червоної шкіри», зумовлена вивільненням накопиченого ендотеліального оксиду азоту (NO) і подальшою вазодилатацією шкірних судин.

## Діагноз
Діагноз ґрунтується на висипі, що виникає протягом тижнів після припинення тривалого місцевого застосування стероїдів. Специфічні ознаки включають «знак фар» (почервоніння нижньої частини обличчя, але не носа чи області навколо рота); «червоний рукав» (виверження відскоку, яке різко припиняється на нижній частині рук і кистей); і «слонячі зморшки» (знижена еластичність шкіри).
Відрізнити цей стан від стану шкіри, для лікування якого спочатку використовувалися стероїди, може бути важко. Почервоніла, пекуча шкіра може бути неправильно здіагнозована.

## Профілактика
Цієї реакції можна уникнути, якщо не використовувати стероїдні креми для підвищення стероїдів протягом періодом більше 2-ох тижнів.

## Лікування
Лікування передбачає припинення будь-якого використання місцевих стероїдів. Дезінфіікація та сухе середовище можуть прискорити загоєння. Уникайте зволожувачів, оскільки будь-яка вогкість продовжить процес загоєння та сприяєтиме розмноженню бактерій. Антигістамінні препарати можуть допомогти усунути свербіж. Деяким людям також можуть допомогти імунодепресанти та світлотерапія. Часто рекомендується психологічна підтримка. На даний момент в літературі задокументовані декілька методів лікування, що включають: такролімус, пімекролімус та дупіксент . Деякі лікарі також бачили позитивні результати при оральному прийомі доксицикліну та/або місцевого кліндаміцину .

## Епідеміологія
Такий стан не є чимось рідкісним. Адже повідомлялося про багато випадків, від легких до важких, як у дорослих, так і у дітей. За результатами одного з опитувань пацієнтів з атопічним дерматитом, які отримували місцеві кортикостероїди в Японії, приблизно 12 % дорослих пацієнтів можуть бути неконтрольованими, хоча насправді вони залежать від місцевих кортикостероїдів (TCS). Згідно з дослідженням поширеності та тяжкості захворювання атопічним дерматитом, 16,5 мільйонів дорослих у Сполучених Штатах мають діагноз атопічного дерматиту.

## Історія
Вперше цей стан був задокументован в 1797 році.
Систематичний огляд (метааналіз) відповідно до принципів доказової медицини та поточних дослідницьких стандартів для прийняття клінічних рішень був проведений у 2016 році та повторно опублікований з оновленнями у 2020 році.